# Cecilia Dopazo
María Cecilia Dopazo (Argentina, 17 de noviembre de 1969) es una actriz y guionista argentina que se ha destacado en cine, teatro y televisión.

## Carrera
Cecilia Dopazo debutó en 1988 como actriz en la exitosa serie televisiva para preadolescentes Clave de Sol. En 1990 actuó en un capítulo de la serie Atreverse, de Alejandro Doria y en 1993 en la exitosa comedia de televisión, Mi cuñado.
En 1991 actuó en la telecomedia Regalo del cielo, donde encarnó a Claudia Saldívar, la hija mayor del matrimonio Saldívar, interpretado por Pablo Alarcón y Patricia Palmer. Con estos dos actores se volvería a encontrar más tarde para grabar una nueva serie: Los pensionados (2004).
En 1993 hizo el papel de Tina en la película Convivencia de Carlos Galettini, que obtuvo el Premio Cóndor de Plata a la mejor película. Luego actúa en otras películas de amplia difusión como Tango feroz: la leyenda de Tanguito (1993), Caballos salvajes (1995), Territorio comanche (1997), Acrobacias del corazón (1999) y La noche del coyote (1998). 
En 2000 debutó como directora de teatro con la obra Roberto te dejé el pollo en el horno, si querés con arroz, no hay. En 2002 actuó en la telenovela Máximo corazón emitida por Telefé y en 2004 debutó como guionista en la película No sos vos, soy yo, en la que también actúa.
En el año 2008 tuvo una participación en la serie Todos contra Juan y en el año 2010 nuevamente actuó en Todos contra Juan 2, interpretándose a sí misma. Además, ese mismo año trabajó en el unitario de temática histórica Lo que el tiempo nos dejó.

## Vida personal
Desde 1999 está en pareja con el director de cine Juan Taratuto, con quien tiene dos hijos, Santino, nacido en 2001, y Francisco, nacido en 2004.

## Cine
| Año  | Título                               | Personaje    | Notas                    |
| ---- | ------------------------------------ | ------------ | ------------------------ |
| 1977 | Acto de posesión                     | Tina         | Película mexicana        |
| 1990 | Clave de sol: novia de fin de semana | Julieta      | Película para televisión |
| 1993 | Beautiful                            | Chica        | Cortometraje             |
| 1993 | Tango feroz: la leyenda de Tanguito  | Mariana      |                          |
| 1993 | ¿Dónde queda el paraíso?             | Ana          | Película para televisión |
| 1994 | Convivencia                          | Tina         |                          |
| 1995 | Caballos salvajes                    | Ana          |                          |
| 1997 | Territorio comanche                  | Laura Riera  |                          |
| 1999 | La noche del coyote                  | Álex Stratas |                          |
| 1999 | Acrobacias del corazón               | Lucía        |                          |
| 2004 | No sos vos, soy yo                   | Julia        |                          |
| 2007 | El tercer vaso                       | Malena       |                          |
| 2015 | Papeles en el viento                 | Lurdes       |                          |
| 2018 | Viaje inesperado                     | Ana          |                          |
| 2019 | Baldío                               |              |                          |
| 2022 | El gerente                           | Florencia    |                          |
| 2023 | No me rompan                         | Fanny        |                          |
| 2025 | El buen jefe                         | Marian       |                          |

## Televisión
| Año       | Título                         | Personaje                | Notas                                           |
| --------- | ------------------------------ | ------------------------ | ----------------------------------------------- |
| 1985      | Capricho                       | Sandra "Sandy" Ruiz      | Antagonista secundaria                          |
| 1986      | Las lady's                     | Carolina                 | Rol secundario                                  |
| 1987      | Nosotros y los miedos 2        | Emilia                   | Episodio: "Miedo al robo"                       |
| 1988      | Clave de Sol                   | Julieta                  | Protagonista                                    |
| 1990      | Atreverse                      | Varios personajes        | Varios episodios                                |
| 1990      | Pacto de amistad               | Verónica                 | Protagonista                                    |
| 1991      | Regalo del cielo               | Claudia                  | Rol principal                                   |
| 1992      | Amores                         | Carla                    | Rol secundario                                  |
| 1993-1998 | Mi cuñado                      | Liliana Cantalapiedra    | Rol principal                                   |
| 1995      | Bajamar, la costa del silencio | Patricia                 | Rol secundario                                  |
| 1996      | Los especiales de Doria        | Mariana                  | Episodio: "Historia de un amor turbio"          |
| 1996      | Los especiales de Doria        | Eva                      | Episodio: "Decir que no"                        |
| 1997      | Naranja y media                | Ángela Puentes           | Recurrente                                      |
| 1997      | Señoras y señores              | Camila                   | Participación especial                          |
| 1998      | Lo tuyo es mío                 | Bárbara Morales          | Protagonista                                    |
| 1999      | Mamitas                        | Betina                   | Rol secundario                                  |
| 1999      | La Argentina de Tato           | Olivia Newton John       | Participación especial                          |
| 2000      | Tiempo final                   | Florencia                | Episodio: "La entrega"                          |
| 2000      | Amor latino                    | Delfina Márquez          | Participación especial                          |
| 2002      | Máximo corazón                 | Olivia Minerva López Paz | Antagonista                                     |
| 2003      | Hospital público               | Valentina                | Participación especial                          |
| 2004      | Los pensionados                | Vera Duarte              | Protagonista                                    |
| 2006      | Doble venganza                 | Romina Pedraza           | Antagonista                                     |
| 2007-2008 | Lalola                         | Tania                    | Participación especial                          |
| 2008      | Tinta Argentina                |                          |                                                 |
| 2008      | Todos contra Juan              | Ella misma               | Cameo                                           |
| 2010      | Todos contra Juan 2            | Ella misma               | Cameo                                           |
| 2010      | Lo que el tiempo nos dejó      | Azucena                  | Episodio: "Te quiero"                           |
| 2012      | Graduados                      | Inés Conte               | Participación especial                          |
| 2013      | Historia clínica               | Alfonsina Storni         | Episodio: "Alfonsina Storni: "Dispuesta a todo" |
| 2014      | La celebración                 | Virginia                 | Episodio: "Boda"                                |
| 2015      | Signos                         | Amelia                   | Participación especial                          |
| 2015      | Vida política                  |                          | Rol principal                                   |
| 2019-2021 | El mundo de Mateo              | Celina Ávalos            | Recurrente (Temp 1), Rol principal (Temp 2)     |
| 2021      | Pequeñas Victorias             | Patricia Baizan          | Participación especial                          |
| 2023      | Nada                           | Clara Tamayo             | Episodio: "Comerse un garrón"                   |
| 2025      | Camaleón, el pasado no cambia  | Iris Correa              | Elenco principal                                |

## Teatro
- Roberto te dejé pollo en el horno, si querés con arroz, no hay (2000 - 2003 - 2004) - junto a Silvana Sosto.
- Rosa de dos aromas (2008) - junto a Catherine Fulop.
- Como blanca diosa (2008) - del dramaturgo Daniel Dalmaroni junto a Néstor Caniglia, Graciela Dufau y Ricardo Talesnik.
- 8 mujeres (2011) -  Teatro Tabaris junto a María Leal, Norma Pons, Emilia Mazer, Silvia Pérez, Mónica Villa, Violeta Urtizberea e Hilda Bernard.
- Falladas (2016-2017) - Teatro Multiteatro junto a Patricia Palmer, Martina Gusmán, Laura Novoa y Andrea Politti.
- Gente feliz (2019-2020) - Teatro Multiteatro junto a: Patricia Palmer, María Leal, Pepe Novoa, Manuel Vicente, Laura Esquivel, Gastón Soffritti
- Radojka, una comedia fríamente calculada (2022)- junto a Patricia Palmer